# Depo Hostivař (metropolitana di Praga)
Depo Hostivař è una stazione della linea A della metropolitana di Praga. È il capolinea orientale della linea.

## Storia
La stazione è stata attivata il 27 maggio 2006, come parte del prolungamento della linea A tra Skalka e questa stazione, costruita da un deposito locomotive preesistente.

## Strutture e impianti
La stazione è sotterranea ed è dotata di un binario, servito da una banchina laterale. Sono inoltre presenti svariati binari a servizio del deposito locomotive.

## Servizi
La stazione è dotata di ascensori per le persone a mobilità ridotta.
- Biglietteria
- Servizi igienici

## Interscambi
- Fermata autobus (linee 163, 171, 173, 208, 228, 229, 364 e 366)[2]
- Fermata tram (linee 16 e 19)[2]